# Ancilla adelphe
Ancilla adelphe is een slakkensoort uit de familie van de Ancillariidae. De wetenschappelijke naam van de soort is voor het eerst geldig gepubliceerd in 1981 door Kilburn.